# سباق دراجات وعر
سباق الدراجات الوَعِر (بالإنجليزية: BMX) هو سباق دراجات هوائية لدراجات سباق وعر. بدأ سباق الدراجات الوعر في فترة السبعينات الميلادية في كاليفورنيا الجنوبية حيث بدأ الأطفال بالتسابق عبر مسارات ترابية. في أبريل 1981 ، تأسس الاتحاد الدولي للسباق الدراجات الوعر، وجرت أول بطولة للعالم في عام 1982. دمج في يناير 1993 سباق الدراجات الوعر في الاتحاد الدولي للدراجات. في 2008 أصبح سباق سباق الدراجات الوعر مسابقة أولمبية من خلال الألعاب الأولمبية الصيفية 2008 في الصين.